# Lucy Bryce
Pour les articles homonymes, voir Bryce.
Lucy Bryce (12 juin 1897 - 30 juillet 1968) est une médecin pionnière australienne.

## Biographie
Lucy Bryce étudie à l'école Melbourne Girls Grammar.

## Honneurs
Le cratère vénusien Bryce a été nommé en son honneur .